# Пан Анатоль ищет миллион
«Пан Анатоль ищет миллион» (пол. Pan Anatol szuka miliona) — польский художественный фильм, криминальная комедия 1958 года. Продолжение приключений героя фильма «Шляпа пана Анатоля».

## Сюжет
Ивона Словиковска — студентка, которая живёт с бабушкой, выиграла миллион в лотерее. Банда фальсификаторов хочет принять эти деньги во время получения в банке. Но один из кассиров в банке это Анатоль Ковальский. Он сумеет победить бандитов, хотя он не очень понимает, что творится.

## В ролях
- Тадеуш Фиевский — Анатоль Ковальский,
- Хелена Маковска — Манюшка, жена Анатоля,
- Казимеж Опалиньский — Рапачыньский, кассир,
- Станислав Волиньский — директор банка,
- Барбара Квятковска-Ласс — Ивона Словиковская,
- Мария Гелля — бабушка Ивоны,
- Станислав Яворский — майор милиции,
- Анджей Щепковский — главарь банды,
- Михал Шевчик — Франек, член банды,
- Стефан Бартик — член банды,
- Людвик Бенуа — вор
- Богдан Лазука — официант
- Эдвард Вихура — вручающий трофей на соревнованиях
- Анджей Красицкий — продавец в спортивном магазине
- Сильвестер Пшедвоевский — продавец в спортивном магазине